# Talk on Corners
Albums de The Corrs
The Corrs Live
(1997) The Corrs Unplugged
(1999)
Talk on Corners est le deuxième album studio du groupe irlandais The Corrs. Il est sorti le 17 octobre 1997 chez 143, Lava et Atlantic Records. Précédé du premier single Only When I Sleep, qui est devenu un des dix premiers succès internationaux, l'album a été un succès commercial immédiat dans plusieurs territoires, dont l'Irlande, l'Espagne, la Suède, le Danemark, l'Australie, la Nouvelle-Zélande et le Japon. Ses performances commerciales ailleurs étaient toutefois initialement modestes.
L'ensemble du concert des Corrs au Royal Albert Hall a été diffusé en direct l'année suivante sur BBC One le jour de la Saint Patrick, où ils ont été rejoints lors de leur interprétation de Dreams par le batteur de Fleetwood Mac Mick Fleetwood. Cet événement a beaucoup contribué à rehausser le profil international du groupe. Une version remixée de Dreams est devenue leur premier hit du Top 10 du UK Singles Chart. Le disque a été réédité le mois suivant pour inclure la chanson en bonus. Ce serait la première de plusieurs éditions différentes de Talk on Corners à sortir au cours du cycle promotionnel de deux ans de l'album.
Au cours de cette période, le groupe a sorti une série de singles à succès de plus en plus réussis, culminant avec un remix Tin Tin Out de Runaway culminant au numéro deux au Royaume-Uni. Les Corrs ont également effectué de nombreuses tournées pour promouvoir le disque : la tournée mondiale Talk on Corners les a vus donner près de 160 concerts sur douze étapes distinctes. L'album a passé dix semaines au numéro un au Royaume-Uni. Il a terminé sa course en tant qu'album le plus vendu de l'année et reste l'un des albums les plus vendus de tous les temps là-bas, ainsi que l'album le plus vendu jamais réalisé par un groupe irlandais.

## Liste des titres
1. Only When I Sleep - 4:24
2. When He's Not Around - 4:25
3. Dreams - 4:01
4. What Can I Do - 4:18
5. I Never Loved You Anyway - 4:26
6. So Young - 3:53
7. Don't Say You Love Me - 4:39
8. Love Gives, Love Takes - 3:42
9. Hopelessly Addicted - 4:03
10. Paddy McCarthy [Instrumental] - 4:58
11. Intimacy - 3:57
12. Queen of Hollywood - 5:02
13. No Good for Me - 4:00
14. Little Wing - 5:08

### Talk on Corners- Special Edition - Europe
1. What Can I Do [Tin Tin Out Remix]
2. So Young [K-Klass Remix]
3. Only When I Sleep
4. When He's Not Around
5. Dreams [Tee's Radio]
6. I Never Loved You Anyway [Remix]
7. Don't Say You Love Me
8. Love Gives, Love Takes
9. Runaway [Tin Tin Out Remix]
10. Hopelessly Addicted
11. Paddy McCarthy [Instrumental]
12. Intimacy
13. Queen of Hollywood
14. No Good for Me
15. Little Wing

### Talk on Corners- Special Edition - USA
1. What Can I Do [Tin Tin Out Remix]
2. Only When I Sleep
3. So Young [K-Klass Remix]
4. Dreams [Tee's Radio Mix]
5. Runaway [Tin Tin Out Remix]
6. I Never Loved You Anyway
7. Paddy McCarthy [Instrumental]
8. Queen of Hollywood
9. Hopelessly Addicted
10. When He's Not Around
11. No Good for Me
12. Little Wing

## Personnel
- Andrea Corr – chant, flûte irlandaise, arrangements
- Sharon Corr – violon, chœurs, arrangements
- Jim Corr – guitares, claviers, accordéon, piano, choeurs, arrangements, programmation, production
- Caroline Corr – batterie, bodhrán, choeurs, arrangements

## Personnel additionnel
- Matt Chamberlain – batterie (piste 12)
- Luis Conte – percussion (piste 11)
- Dane Deviller – guitares, programmation, ingénierie, coproduction (piste 12)
- Anthony Drennan – guitares (pistes 4, 6, 14)
- Keith Duffy – basse (piste 14)
- David Foster – basse de synthétiseur (piste 11) ; claviers, arrangements, production
- John Gilutin – claviers (piste 8)
- Sean Hosein – synthétiseur, programmation, ingénierie, coproduction (track 12)
- Jeff Hull – claviers, arrangement des cordes et conduction (track 11)
- Suzy Katayama – violoncelle (track 11)
- Matt Laug – batterie (pistes 1, 8, 9)
- Oliver Leiber – guitares, programmation, ingénierie, production
- Lance Morrison – basse (piste 8, 12)
- Rick Nowels – guitares, production (piste 11)
- Dean Parks – guitares (pistes 8, 12)
- Paul Peterson – basse et claviers (pistes 1, 9)
- Tim Pierce – guitares (piste 5, 13) ; mandoline (piste 13)
- John Robinson — batterie (pistes 5, 7, 13)
- John Shanks – guitares (pistes 1, 8, 9) ; mandoline électrique (piste 9)
- Michael Thompson – guitares (pistes 2, 7) ; orgue (piste 12)
- Lisa Wagner – violoncelle (piste 11)
- Gota Yashiki – batterie (piste 6)

- The Chieftains (sur la pièce 14) :
  - Paddy Moloney – Arrangement celtique, uilleann pipes et tin whistle
  - Derek Bell – harpe
  - Kevin Conneff – bodhrán
  - Martin Fay – violon
  - Seán Keane – violon
  - Matt Molloy – flûte